# ژولین دورانویل
ژولین دورانویل (انگلیسی: Julien Duranville؛ زادهٔ ۵ مهٔ ۲۰۰۶) بازیکن فوتبال اهل بلژیک است که در پست مهاجم برای باشگاه فوتبال بروسیا دورتموند در بوندس‌لیگا آلمان بازی می‌کند.
از باشگاه‌هایی که در آن بازی کرده‌است می‌توان به باشگاه فوتبال اندرلشت اشاره کرد.
وی در اوکل بلژیک از پدری بلژیکی و مادری کنگویی متولد شد و در تیم‌های ملی فوتبال زیر ۱۷ سال بلژیک و زیر ۱۹ سال بلژیک بازی کرده‌است.